# Southern Open
O Southern Open foi um torneio masculino de golfe no PGA Tour, que foi disputado entre os anos de 1970 e 2002 no Callaway Gardens Resort (Mountain View Course), Pine Mountain, condado de Harris, Geórgia, Estados Unidos.